# Magnus Montin Svensson
Magnus Montin Svensson, född 1683 i Norrköping, död 25 november 1750 i Kristbergs socken, var en svensk präst.

## Biografi
Magnus Montin Svensson döptes 1 november 1683 i Norrköping. Han var son till sämskmakaren Sven Bengtsson och Maria Månsdotter. Svensson blev 1706 student vid Uppsala universitet. Han studerade sedan utomlands vid högskolor och blev 1712 teologie licentiat vid Rostocks universitet. Svensson prästvigdes 1715 och blev 1716 kyrkoherde i Kristbergs församling. Han avled där 1750.

### Familj
Svensson gifte sig första gången 12 september 1717 med Engel Margareta Anckarfjell (död 1736), som var dotter till majoren Johan Anckarfjell och Margareta Lindeberg. Han gifte sig andra gången 27 september 1737 med Brita Catharina Älf (1702–1770). Hon var dotter till kyrkoherden Samuel Älf och hade tidigare varit gift med kyrkoherden Jacob Rudberg i Rystads socken. Svensson och Älf fick tillsammans sönerna Abraham (född 1738), Nathanël (född 1741) och Emanuel (född 1744). Barnen kallade sig Magnusson i efternamn.